# 대한민국의 로켓 개발
대한민국의 로켓 개발은 1948년 8월 15일 정부 수립 이후 꾸준히 지속되왔다. 그러나 본격적으로 로켓 개발을 시작한 것은 1989년 한국항공우주연구소의 창설과 1993년 과학로켓 KSR-I의 발사를 꼽는다. 1997년에는 중형과학로켓 KSR-II의 발사를 성공하였고, 2002년에는 액체연료과학로켓 KSR-III의 발사에 성공하였다. 한편 1996년부터 자력 위성 발사능력의 확보를 목표로 삼기 시작하여, 수 차례의 시도 끝에 나로호의 발사에 성공하여 대한민국의 우주발사체 개발 역사에 큰 획을 긋게 되었다. 이에 끝나지 않고 앞으로 2020년까지 한국형발사체를 개발하여 발사할 예정이며 앞으로 세계 발사서비스 시장에 진출하는 것을 목표로 삼고 있다.

## 연표
- 1377년 - 고려 우왕 3년, 최무선이 주화(走火) 제작. 한국 최초의 로켓. 이후에 신기전이라고 불림.
- 1451년 - 조선 문종 1년, 문종화차 제작
- 1958년 1월 인하공대에 병기공학과 신설
- 1958년 - 국방부 과학연구소에 로켓 연구 조직 신설
- 1959년 7월 - 국방부 과학연구소, 인천 고잔동(古棧洞) 해안에서 2단 로켓인 67호 로켓, 3단 로켓인 556호 로켓 시험발사 성공
- 1960년 11월 15일 - 인하공대, IITO-1A 로켓 개발
- 1960년 11월 19일 - 인하공대, IITO-2A 로켓 개발
- 1960년 11월 19일 - 인하공대, 오후 3시 50분 인천 송도 앞바다에서 IITO-1A IITO-2A 로켓 시험 발사
- 1961년 - 국방부 과학연구소 해체
- 1962년 4월 - 인하공대, 인하로케트연구회를 발족
- 1964년 5월 -  인하로케트연구회 IITO-1A 인천 고잔동 앞 해안에서 실험 발사
- 1964년 10월 - 인하로케트연구회, IIT-3A 로켓 발사. 실패.
- 1964년 12월 - 인하로케트연구회, 2단 로켓 IITA-4MR 로켓 발사
- 1964년 12월 - 인하로케트연구회 최대인 3단 로켓 IITA-7CR 발사. 고체추진제는 JPN
- 1965년 1월 -  인하대학교, 인하로케트연구회를 해산 전체 인력과 연구자료를 정부지시로 국방과학연구소로 이관 (확인된 바 없음. 국방과학연구소는 1970년 설립)
- 1970년 - 공군사관학교의 박귀용, 조옥찬 교수팀, AXR-55 로켓 발사. 과학기술처 예산지원. 지름이 55 mm 아스팔트 추진제
- 1971년 - 공군사관학교, AXR-73 로켓 발사. 아스팔트 추진제
- 1972년 - 국방과학연구소(ADD) 로켓 연구 시작
- 1972년 12월 - 공군사관학교, AXR-300 로켓 발사. 총 3호기까지 발사함
- 1978년 - 국방과학연구소(ADD), 미국의 나이키 허큘리스형상의 국산 중형 지대지 전술탄도미사일 개발(약칭 백곰)
- 1986년 -  인하대학교, 인하로케트연구회 IS-X 개발시작 창단
- 1987년 - 천문우주과학연구소에 우주공학실 신설. 과학로켓 개발 시작.
- 1988년 2월 - 인하대학교, 인하로케트연구회 IS-001, IS-002 발사
- 1988년 - 과학로켓 개발 사업이 과학기술처의 특정 연구과제 선정됨.
- 1988년 12월 - 인하대학교, 인하로케트연구회 IS-X 연구보고서
- 1989년 10월 - 한국항공우주연구소 창설.
- 1993년 6월 - 항공우주연구소, 서해안 안흥시험장에서 1단 고체로켓인 KSR-I(KSR-420) 발사
- 1993년 9월 - 항공우주연구소, 서해안 안흥시험장에서 KSR-I(KSR-420) 2차 발사
- 1995년 - 한국 최초의 가압식 액체추진 로켓엔진 개발. 13톤 추력
- 1996년 - 국가우주개발 중장기계획 수립. 2010년까지 저궤도위성 자력발사 달성을 목표.
- 1997년 7월 9일 - KARI, 2단형 고체 과학로켓 KSR-II 발사
- 1998년 - 제5회 과학기술장관회의에서 우주개발 중장기 기본계획 수정(안) 의결. 인공위성 독자발사시기를 2005년으로 단축.
- 2000년 - 우주개발 중장기 기본계획 2차 수정(안) 의결. 2005년 소형위성 발사체 기술확보, 2010년 1톤급 실용위성 발사체 기술확보, 2015년 1.5톤급 실용위성 발사체 기술확보.
- 2002년 - KARI, 한국 최초의 액체추진과학로켓 KSR-III 발사.
- 2004년 - 한·러 우주기술협력협정 체결.
- 2006년 - 한·러 우주기술보호협정 체결.
- 2008년 - KARI, 30톤급 로켓엔진 개발. 단품수준의 시제품 개발 완료 및 터보펌프-가스발생기 연계시험 일부 수행.
- 2008년 - KARI, 75톤급 로켓엔진 개발 착수
- 2008년 - 나로 우주 센터 완공.
- 2009년 8월 25일 - KARI, 한국 최초의 위성발사체 나로호(KSLV-I) 1차 발사 시도. 페어링 미분리로 인해 실패.
- 2010년 6월 10일 - KARI, 나로호 2차 발사 시도. 비행 도중 폭발로 인해 실패.
- 2013년 1월 30일 - KARI, 나로호 3차 발사 성공. 탑재위성인 나로과학위성과 교신 성공.
- 2015년 7월 30일 - 한국형발사체 개발사업 1단계 목표 달성 발표
- 2018년 11월 28일 누리호 시험발사체 발사성공
- 2018년 우리새2호 발사성공
- 2021년 10월 21일 누리호 1차 발사
- 2022년 6월 21일 누리호 2차 발사성공[1]
- 2023년 5월 25일 누리호 3차 발사성공

## 향후 예정
- 2025년 - 누리호 4차 발사
- 2026년 - 누리호 5차 발사
- 2027년 - 누리호 6차 발사
- 2030년 - 차세대 발사체 개발.
- 2035년 - 대형 정지궤도발사체 개발.

## 같이 보기
- 한국형발사체
- 대한민국의 탄도 미사일 개발